# Neolophonotus chalcogaster
Neolophonotus chalcogaster är en tvåvingeart som först beskrevs av Christian Rudolph Wilhelm Wiedemann 1819.  Neolophonotus chalcogaster ingår i släktet Neolophonotus och familjen rovflugor. Inga underarter finns listade i Catalogue of Life.